# Živila Hrvatska (Glasna jasna)
Živila Hrvatska (Glasna jasna) je hrvatska domoljubna pjesma koju je napisao August Šenoa pod nazivom Hrvatska pjesma, a pod nazivom Glasna jasna uglazbio Ivan pl. Zajc. Hrvatska pjesma prvi puta objavljena je u Viencu, 1873. godine. 
Izvodili su je Najbolji hrvatski tamburaši. Nalazi se na njihovome studijskome albumu Hrvatska pjesmarica (1989.). Aranžer je Josip Ivanković.

## Tekst
Glasna, jasna od pameti,

Preko dola, preko gora,

Hrvatska nam pjesma leti,

Sve do našeg sinjeg mora,

Čas je meka, čas ko grom,

Vječna jeka za naš dom.

Hajde poj, hajde poj,

Brate moj, brate moj!

Nek se slože grla bratska, živila Hrvatska,

Nek se slože grla bratska,

Živila, živila, živila Hrvatska!

Živila, živila, živila Hrvatska!

Hrvatskom se opet ori,

Pjesma naših velikana,

U njoj vječnom vatrom gori,

Slava Zrinskih-Frankopana.

Čas je meka, čas ko grom,

Vječna jeka za naš dom.

Hajde poj, hajde poj,

Brate moj, brate moj!